# Die Freundinnen (1955)
Die Freundinnen (Originaltitel: Le amiche) ist ein italienisches Sozial- und Gesellschaftsporträt in Gestalt eines Ensemblefilms aus dem Jahre 1955. Unter der Regie von Michelangelo Antonioni spielen Eleonora Rossi Drago, Gabriele Ferzetti, Franco Fabrizi, Valentina Cortese und Yvonne Furneaux die Hauptrollen. Der Film basiert auf Cesare Paveses Roman Die einsamen Frauen (Tra donne sole).

## Handlung
Turin in den 1950er Jahren. Clelia, die einst als armes, junges Mädchen nach Rom ging, um dort in einem Modesalon ihren Lebensunterhalt zu verdienen, ist dort zur Managerin und Geschäftsführerin aufgestiegen. Eines Tages schickt die Direktion sie in ihre norditalienische Heimatstadt zurück, damit sie vor Ort eine Modefiliale eröffnet. Als Clelia eines Tages die noch sehr junge Rosetta nach einem missglückten Selbstmordversuch aus Liebeskummer in dem benachbarten Hotelzimmer auffindet, gerät Clelia in eine Clique von Frauen, die miteinander bekannt, zum Teil sogar miteinander befreundet sind, sich aber weitgehend anöden. Sie sind klassische Vertreterinnen des gehobenen Bürgertums – chic, wohlhabend und schrecklich gelangweilt. Ihre innere Leere korrespondiert mit dem Leben, das sie führen und dem sie offensichtlich weder entfliehen noch ändern können oder auch nur wollen.
Das Leben dieser „Freundinnen“ besteht weitgehend aus Klatsch und Flirts, aus Shoppen und Flanieren, aus Nägel lackieren und Modezeitschriften durchblättern. Es bilden sich innerhalb dieser Freundinnen-Clique kleinere Grüppchen, die aber auch immer wieder auseinanderbrechen, und das passiert nicht nur dann, wenn Männer hinzustoßen. Auch Clelia droht mehr und mehr wie die „Freundinnen“ zu werden: Einen Flirt mit dem Dekorateur Carlo beendet sie überstürzt, weil sie für sich konstatiert, dass dieser einfache Arbeiter nicht in „ihre Welt“ des gesellschaftlichen Erfolgs und der Geschäftstüchtigkeit passen würde. Als Rosetta infolge eines bösartigen Ratschlags der zynischen Momina nunmehr erfolgreich Hand an sich legt und infolgedessen stirbt, verlässt Clelia diesen Zirkel anhaltender Inhalts- und Lebensleere und kehrt desillusioniert nach Rom zurück.

## Produktionsnotizen
Die Freundinnen gilt als der erste künstlerisch bedeutende Film Antonionis und feierte seine Uraufführung am 7. September 1955. In Deutschland lief der Film am 31. März 1961 an. Unmittelbar zuvor, am 16. Januar desselben Jahres, erlebte Die Freundinnen seine deutsche Premiere in der ARD.
Gianni Polidori schuf die Filmbauten, die Kostüme stammen aus dem Modeatelier Fontana.

## Kritik
„Schon in der literarischen Vorlage ist die Monotonie unausgefüllten Lebens bedrückend gegenwärtig. Und Antonioni hat nicht versucht, diese Vorlage etwa effektvoll aufzubereiten. Er attackiert die „Freundinnen“, die ein Leben ohne Ziel führen, nicht durch große Worte oder dramatische Situationen, sondern durch die genaue Schilderung bezeichnender Details aus ihrem Alltag. (…) Kernpunkt des Films ist dabei nicht die Psychologie einiger Menschen, sondern die Malaise der Frau in unserer Gesellschaft.“

Im Lexikon des Internationalen Films heißt es: „Die Daseinsleere des Menschen und die Brüchigkeit seiner Beziehungen in unserer Zeit, dargestellt am Gesellschaftsverhalten eines Turiner Freundeskreises. Antonionis betrachtender Bildstil animiert zur Überprüfung der eigenen geistigen Existenzgrundlagen. Eine hervorragend inszenierte Literaturverfilmung, verdichtet zu einer bestechenden Zeitanalyse.“

„Antonioni adaptiert zwar Paveses Geschichte, benutzte sie aber, um seine eigene Sicht darzustellen  (…) Die Charaktere werden scharf und subtil gezeichnet: in langen Sequenzen von großer Komplexität drücken Kamerabewegungen, die Bewegungen der Schauspieler und die Art, in der sie sich aufeinander und auf ihre physische Umgebung beziehen, ihre Individualität und ihre wechselnden Beziehungen zwischen ihnen aus. Der Film ist darin ungewöhnlich, daß er die zehn Personen in gleicher Weise betont. Die schauspielerischen Leistungen sind hervorragend, wobei Yvonne Furneaux als boshafte Momina besonders hervorsticht.“

## Auszeichnungen
Der Film erhielt mehrere Preise:
- Silberner Löwe für den besten Film (Filmfestspiele Venedig 1955)
- Nastro d’Argento für die beste Kamera (1955)
- Nastro d’Argento für Valentina Cortese als beste Nebendarstellerin (1955)
- Grolla d’Oro für den besten Film (1956)